# Menorca
Menorca je najistočniji i najsjeverniji otok španjolske autonomne pokrajine Baleari. Glavni grad otoka je Maó (španjolski: Mahón).
Njezino ime na katalonskome jeziku znači „manja”, za razliku od otoka Mallorca, čiji naziv znači „veća”. Menorca ima 99 005 stanovnika (1. siječnja 2023.) smještenih na 694 četvorna kilometra. Godine 2022. udio stranaca bio je 11,8 % (11 430 stanovnika).

## Vanjske poveznice
- Menorca. Hrvatska enciklopedija